# Nicole Rottmann
Nicole Rottmann (ur. 28 czerwca 1989 w Wagnie) – austriacka tenisistka, reprezentantka kraju w rozgrywkach Pucharu Federacji.
W przeciągu swojej kariery wygrała dwa singlowe i trzynaście deblowych turniejów rangi ITF. Najwyżej w rankingu WTA była sklasyfikowana na 307. (23 lipca 2012) miejscu w singlu oraz na 185. miejscu w deblu (29 października 2012).

## Wygrane turnieje rangi ITF
| turnieje z pulą nagród 100 000 $ |
| turnieje z pulą nagród 75 000 $  |
| turnieje z pulą nagród 50 000 $  |
| turnieje z pulą nagród 25 000 $  |
| turnieje z pulą nagród 15 000 $  |
| turnieje z pulą nagród 10 000 $  |

### Gra pojedyncza
|    | Data       | Turniej  | Naw.    | Przeciwniczka       | Wynik            |
| 1. | 24/09/2007 | Saloniki | Ceglana | Alice Moroni        | 6:4, 6:0         |
| 2. | 23/05/2011 | Durban   | Twarda  | Kateřina Kramperová | 6:7(4), 7:5, 6:1 |

### Gra podwójna
|     | Data       | Turniej         | Naw.    | Partnerka                 | Przeciwniczki                          | Wynik          |
| 1.  | 03/11/2008 | El Menzah       | Twarda  | Franziska Klotz           | Anna Larkina Aleksandra Tucakov        | 6:3, 6:4       |
| 2.  | 05/10/2009 | Troy            | Twarda  | Petra Rampre              | Jorgelina Cravero Edina Gallovits-Hall | 6:3, 3:6, 10–8 |
| 3.  | 24/05/2010 | Durban          | Twarda  | Blanka Szavay             | Sanaa Bhambri Rushmi Chakravarthi      | 3:6, 7:5, 11–9 |
| 4.  | 23/08/2010 | San Luis Potosí | Twarda  | Macall Harkins            | Andrea Benitez Nadia Echeverria Alam   | 6:1, 6:4       |
| 5.  | 13/09/2010 | Caracas         | Twarda  | Gally De Wael             | Andrea Gamiz Adriana Pérez             | 6:2, 1:6, 10–4 |
| 6.  | 20/09/2010 | Caracas         | Twarda  | Gally De Wael             | Mikele Irazusta Maria Paula Ribero     | 6:0, 6:1       |
| 7.  | 21/03/2011 | Poza Rica       | Twarda  | Macall Harkins            | Fernanda Hermenegildo Teliana Pereira  | 6:2, 6:4       |
| 8.  | 01/08/2011 | Monteroni       | Ceglana | Benedetta Davato          | Gioia Barbieri Anastasia Grymalska     | 6:0, 6:3       |
| 9.  | 19/05/2012 | Rosario         | Ceglana | Teliana Pereira           | Verónica Cepede Royg Luciana Sarmenti  | 6:2, 7:5       |
| 10. | 23/07/2012 | Wrexham         | Twarda  | Lenka Wienerová           | Yuka Higuchi Hirono Watanabe           | 6:1, 6:1       |
| 11. | 30/07/2012 | Bad Saulgau     | Ceglana | Rocio De La Torre-Sanchez | Anastasija Piwowarowa Laura Thorpe     | 7:5, 6:1       |
| 12. | 11/03/2013 | Metepec         | Twarda  | Macall Harkins            | Laura Pigossi Marcela Zacarías         | 6:3, 6:2       |
| 13. | 07/03/2016 | Antalya         | Ceglana | Yvonne Neuwirth           | Andreea Ghițescu Raluca Șerban         | 2:6, 6:4, 10–5 |